# Conus saltzmanni
Conus saltzmanni é uma espécie de gastrópode do gênero Conus, pertencente a família Conidae.